# 야나기다촌 (이시카와현)
야나기다촌(柳田村은 이시카와현 후게시군에 있던 촌이다,. 현 북부에 위치하며 노토 반도에서는 유일하게 바다에 접해 있지 않은 내륙 마을이었다.
헤세이 대합병에 의해 이시카와현에 남은 마지막 촌이 되었지만, 2005년 3월 1일에 후게시군 노토정·스즈군 우치우라정과 합병하여 호스군 노토정이 되었다.

## 역사
- 1889년 4월 1일 - 정촌제 시행과 함께 야나기다촌이 성립하였다.
- 1908년 4월 1일 - 간마치촌, 이와이도촌과 신설 합병하였다.
- 1980년 - 이시카와현의 정 승격 시행 기준 개정에 의해 정제 시행 기준을 충족하지만 보류하였다.
- 2005년 3월 1일 - 후게시군 노토정·스즈군 우치우라정과 합병해 호스군 노토정이 되었다.